# نبرد اصفهان
با دیگر سقوط‌های اصفهان اشتباه نگیرید.
نبرد اصفهان درگیری‌ای میان سپاهیان جلال‌الدین خوارزمشاه و مغولان بود که در تابستان ۱۲۲۷ رخ داد. نبرد با پیروزی خوارزمشاهیان و عقب‌نشینی سپاه مغول از اصفهان پایان یافت و دست مغولان تا ۱۰ سال از اصفهان کوتاه ماند.

## درگیری
جلال‌الدین خوارزمشاه از پیشروی مغولانی که در نزدیکی اصفهان بودند و به لشکرکشی گسیل شدند آگاه گشت.
در جنگ، گروهان مغول شکست خورد، نزدیک ۴۰۰ تن از جمله فرماندهان دسته‌ها اسیر شدند که به دستور جلال‌الدین کشته شدند.
روز آینده، سپاهیان خوارزمشاهی برای نبرد صف‌آرایی کردند، ولی اندکی پیش از نبرد، بخشی از ارتش از سوی پهلوان ایلچی و برادر جلال‌الدین، غیاث الدین پیرشاه برداشته شد و گريخت.
نبرد، همه‌ی روز به درازا انجامید، در شامگاه سوی راست سپاه خوارزمشاهی به سوی چپ مغول تاخت و آن را گریزاند و جنگجویان مغول را پیگیری کرد و کشت.
هنگام فرورفت آفتاب، مغولان به سوی چپ سپاه خوارزمی به فرماندهی جلال‌الدین تاختند و آن را با آسیب‌های سنگین ناگزیر به عقب‌نشینی کردند. بسیاری از امیران و بهترین جنگجویان‌شان در این نبرد کشته شدند.
در روند نبرد، مغولان تلاش کردند تا سپاه خوارزمشاهیان را محاصره کنند، ولی جلال‌الدین توانست بقیه لشگر را از محاصره برهاند که مایه آفرین‌گویی فرماندهان مغول شد.
سپاه مغول که آسیب‌هایی سنگینی دریافت کرده‌بود از اصفهان عقب‌نشینی کرد. گزارش شده‌است که در روند عقب‌نشینی از آنجاییکه نیروهای خوارزمشاهی به پیگردشان رفته‌بودند مغولان باز هم آسیب‌های فراوان دیدند.
خوارزمشاهیان به فرماندهی جلال‌الدین پیروز شدند و بیشتر ارتش را آماده‌به‌جنگ نگه داشتند. پس از بازگشت به اصفهان، به رهبران لشگری سوی راست ارتش خوارزمشاهی، فرنام‌های تازه‌ای پاداش داده شد.

## بن‌مایه
- «اصفهان در چنگال خونین مغولان تا روی کارآمدن سلسه ی صفوی». زمين‌پويا. ۱۱ آذر ۱۴۰۳. دریافت‌شده در ۱۱ آذر ۱۴۰۳.
- ابن اثیر کامل التواریخ فصل دوازدهم
- النساوی زندگینامه جلال‌الدین خوارزمشاه